# Duguetia asterotricha
Duguetia asterotricha är en kirimojaväxtart som först beskrevs av Friedrich Ludwig Diels, och fick sitt nu gällande namn av Robert Elias Fries. Duguetia asterotricha ingår i släktet Duguetia och familjen kirimojaväxter. Inga underarter finns listade i Catalogue of Life.